# Județul Tolna
Tolna este un județ din Ungaria.

## Structura administrativă

### Municipii
- Szekszárd reședința județului

### Orașe
(2001)
- Dombóvár (21.066)
- Paks (20.954)
- Bonyhád (14.401)
- Tolna (12.195)
- Tamási (9.830)
- Dunaföldvár (9.212)
- Bátaszék (6.925)
- Simontornya (4.606)

### Sate
| - Alsónána - Alsónyék - Aparhant - Attala - Báta - Bátaapáti - Belecska - Bikács - Bogyiszló - Bonyhádvarasd - Bölcske - Cikó - Csibrák - Csikóstőttős - Dalmand - Decs - Diósberény | - Döbrököz - Dunaszentgyörgy - Dúzs - Értény - Fadd - Fácánkert - Felsőnána - Felsőnyék - Fürged - Gerjen - Grábóc - Gyönk - Györe - Györköny - Gyulaj - Harc - Hőgyész | - Iregszemcse - Izmény - Jágónak - Kajdacs - Kakasd - Kalaznó - Kapospula - Kaposszekcső - Keszőhidegkút - Kéty - Kisdorog - Kismányok - Kisszékely - Kistormás - Kisvejke - Kocsola - Koppányszántó | - Kölesd - Kurd - Lápafő - Lengyel - Madocsa - Magyarkeszi - Medina - Miszla - Mórágy - Mőcsény - Mucsfa - Mucsi - Murga - Nagydorog - Nagykónyi - Nagymányok - Nagyszékely | - Nagyszokoly - Nagyvejke - Nak - Németkér - Ozora - Őcsény - Pálfa - Pincehely - Pörböly - Pusztahencse - Regöly - Sárpilis - Sárszentlőrinc - Sióagárd - Szakadát - Szakály - Szakcs | - Szálka - Szárazd - Szedres - Tengelic - Tevel - Tolnanémedi - Udvari - Újireg - Varsád - Váralja - Várdomb - Várong - Závod - Zomba |